# Jōnan-ku
Jōnan-ku (城南区?) è uno dei sette quartieri amministrativi della città di Fukuoka, in Giappone.